# Acanthogorgia studeri
Acanthogorgia studeri är en korallart som beskrevs av Nutting 1911. Acanthogorgia studeri ingår i släktet Acanthogorgia och familjen Acanthogorgiidae. Inga underarter finns listade i Catalogue of Life.